# Sofiane Sebihi
Sofiane Sebihi est un boxeur professionnel algérien combattant dans la catégorie mi-lourds.

## Carrière
Il commence la boxe à l'âge de 7 ans et fait plus de 200 combats amateurs en Algérie, notamment en étant dans les équipes nationales civile et militaire algériennes, ainsi participant aux championnats nationaux, africains et mondiaux (championnat du monde militaire en Irlande en 2002: il perd aux points contre le champion russe des poids moyens Matvey Korobov, qui sera champion du monde militaire en 2002 et 2003).
En septembre 2003, Sebihi voyage en Suisse pour son premier combat professionnel contre Sébastien Kialanda qu'il remporte par knockout dans la 5e reprise le 1er octobre. Il s'installe alors dans le pays et entame sa carrière professionnelle européenne depuis Genève.
Le 18 octobre 2005 il crée la surprise en direct sur Eurosport en gagnant contre le champion de France des mi-lourds, Jean-Louis Mandengue, invaincu jusque-là. Dès la première reprise Sebihi envoie au tapis son adversaire qui au 2e round ira jusqu'à sortir spectaculairement hors des cordes du ring. Le combat se poursuit jusqu'à la 9e reprise, durant laquelle Mandengue est encore une fois compté par l'arbitre. Sebihi l'étouffe alors de coups jusqu'à gagner par jet de l'éponge du coin français.
Cette victoire qui devait propulser le puncheur algérien vers de plus hauts sommets, a contradictoirement rendu plus difficile sa prometteuse carrière. Par manque de sponsors et de moyens, les occasions de combat se sont faites de plus en plus rares.
Il faudra ainsi attendre le 25 février 2011 pour que Sofiane Sebihi se batte pour un titre: c'est à Florence, en Italie, pour le titre international I.B.F. des mi-lourds contre le boxeur d'origine albanaise Vigan Mustafa.
Encore une fois, c'est en direct sur RaiSport 1 que le public assistera à un terrible k.o. à la 11e reprise. Mustafa, déjà touché et compté dans ce round, est instable sur ses appuis. Sebihi en profite pour mettre la pression sur son adversaire et l'asséner de coups: Mustafa est k.o. debout mais l'arbitre n'intervient pas pour stopper la fougue du puncheur. Mustafa reçoit alors trois coups supplémentaires avant de s'effondrer au sol, inanimé pendant quatre longues et terribles minutes. C'est sur une note amère que Sofiane Sebihi devient champion International I.B.F.. L'arbitre devra quitter la salle Du Palà Mattioli de Florence sous l'escorte de huit policiers...
Le 13 octobre 2012, Sebihi combat contre Pawel Glazewski dans la très suggestive mine de sel de Wieliczka (à 125 mètres sous le sol) en Pologne. Le combat était prévu pour le titre WBC Baltic silver des mi-lourds qui a été annulé la veille du combat, sans explication aucune. Sebihi décide de combattre malgré le fait que les juges et arbitres seront tous exclusivement polonais, mais en espérant gagner par k.o. Le soir du combat arrive, Sebihi domine manifestement dès le début du match, tandis que Glazewski empêche la rencontre en s'accrochant continuellement (l'arbitre ne lui donnera aucun avertissement). Le k.o. est ainsi évité: Sebihi perd absurdement et largement au comptage des juges polonais (Wlodzimierz Gulc 92-99|Piotr Kozlowski 94-98|juge: Eugeniusz Tuszynski 91-100). C'était en direct sur Canal+ Sport polonais
.